# Kjøde
Kjøde est un hameau de Norvège situé dans la commune de Stad, dans le comté de Vestland depuis sa création le 1er janvier 2020. Avant cette date, il était dans la commune de Selje, dans le comté de Sogn og Fjordane,.
Kjøde est situé à proximité de la localité de Stølen et du hameau de Eide. Les localités les plus proches sont : Otnes, à 3,5km au nord/nord-est, Selje, à 7 km au nord-ouest, Bryggja à 7,6 km au sud, Sylte à 10.3 km à l’est/nord-est, et Raudeberg à 16,6 km à l’ouest.
Kjøde est le village le plus au sud du côté nord de la péninsule de Stad. Plusieurs des fermes de Kjøde remontent à 1563, et sont encore utilisées aujourd’hui. Le bureau de poste de Kjødepollen a été créée le 1er octobre 1949 et était une institution dans le village jusqu’à sa fermeture le 1er novembre 1983. Le courrier à destination et en provenance de la ville était envoyé avec le code postal 4915 Måløy – Stadlandet. Plus loin à l’intérieur du Kjødepolljen il y a la centrale hydroélectrique de Skorge et un pipeline.
C’est à Kjøde que doit déboucher le tunnel maritime de Stad, un tunnel pour navires de 1800 mètres de long reliant Eide, sur le Moldefjord, au Kjødepollen (baie de Kjøde) de l’autre côté de la péninsule de Stad.
Kjøde jouit d’un climat tempéré océanique.